# Віллемстад

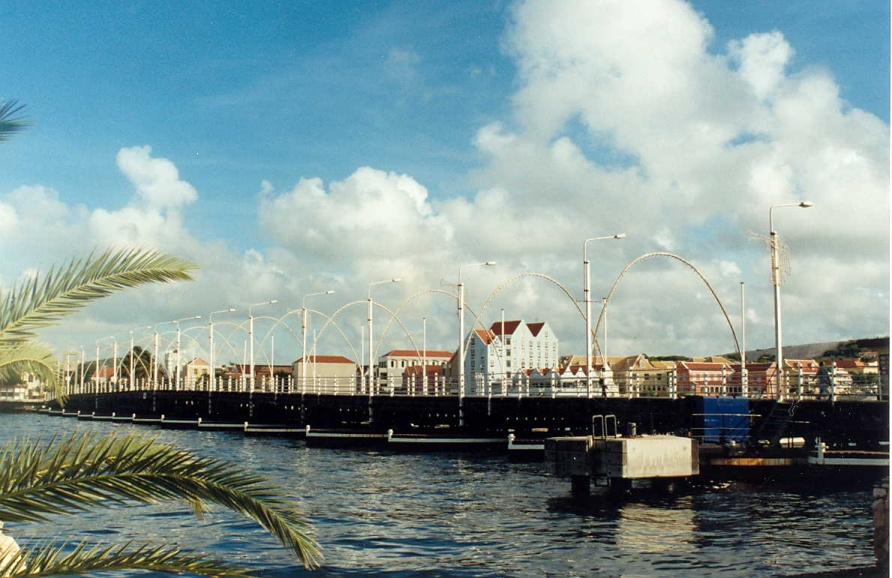
Наплавний міст у Віллемстаді

Віллемстад (нід. Willemstad) — найбільше місто та адміністративний центр Кюрасао. Населення 58 тис. осіб (2003), а в міській агломерації — 130 тис.
Голландці заснували торгове поселення в красивій природній гавані карибського острову Кюрасао в 1634 р. У наступні століття воно постійно зростало і розвивалося. Оскільки економіка острову процвітала, це привело сюди велику кількість голландських і єврейських торгівців, а навколо оборонних споруд швидко виросло багате купецьке місто з великою кількістю особняків і ділових кварталів.
Сучасне місто включає декілька окремих історичних районів, архітектура яких відображає не тільки європейські концепції містобудування, але і стилі, принесені з Нідерландів і тих іспанських і португальських колоніальних міст, із якими Віллемстад був пов'язаний торговими відносинами.
Розділений вузьким і глибоким каналом Санта-Анна-Бей, або Шоттегат, центр міста утворює два головних райони: Пунда на східній стороні та Отробанда на західній. Чудова берегова лінія вздовж всієї акваторії затоки забудована типовими голландськими будівлями XVIII—XIX століть і розкішними особняками родин купців, у яких в наші дні розташовані численні магазини, ресторани, музеї і кав'ярні. Старі райони зв'язані двома мостами: Квін-Джуліана-Бридж (висота прольотів — 50 м, одна з найбільших споруд такого типу в групі Підвітряних островів) і Квін-Емма-Понтун-Бридж — наплавний пішохідний міст, спеціально сконструйований розвідним для пропуску суден, що входять у гавань. Власне в гавані є плаваючий ринок, зібраний із барж і понтонів.
Північніше Пунда тягнеться старий єврейський район Шарлу. Тут розташована друга за віком синагога в західній півкулі — Міква-Ісраель-Емануель (середина XVII століття), а також старий цвинтар Бет-Гейм із невеликим історичним музеєм у внутрішньому подвір'ї.
Форт-Амстердам (1635 рік), з якого і почався розвиток міста, у наш час і далі охороняє вхід у гавань і одночасно є резиденцією керівництва Нідерландських Антильських островів, здіймаючись в самому центрі історичних кварталів Віллемстада.
У місті є декілька музеїв: музей Кюрасао, Морський музей, Музей церкви форту Амстердам, Єврейський культурний історичний музей, Музей Кура-Гуланда. У 1948 році між двома єврейськими громадами міста виник конфлікт, що призвів до масових безладів, які переросли в справжню бійню, у результаті якої загинула одна людина. Зіткнення припинились лише тоді, коли принц Віллем IV попередив, що введе війська і виселить всіх євреїв з острову[джерело?].
У 1997 році Внутрішнє місто і гавань Віллемстада були занесені до Список всесвітньої спадщини ЮНЕСКО.

## Клімат
Клімат Віллемстада саванний (As за класифікацією кліматів Кеппена).
| Клімат Віллемстада 1981–2010               | Клімат Віллемстада 1981–2010 | Клімат Віллемстада 1981–2010 | Клімат Віллемстада 1981–2010 | Клімат Віллемстада 1981–2010 | Клімат Віллемстада 1981–2010 | Клімат Віллемстада 1981–2010 | Клімат Віллемстада 1981–2010 | Клімат Віллемстада 1981–2010 | Клімат Віллемстада 1981–2010 | Клімат Віллемстада 1981–2010 | Клімат Віллемстада 1981–2010 | Клімат Віллемстада 1981–2010 | Клімат Віллемстада 1981–2010 |
| Показник                                   | Січ.                         | Лют.                         | Бер.                         | Квіт.                        | Трав.                        | Черв.                        | Лип.                         | Серп.                        | Вер.                         | Жовт.                        | Лист.                        | Груд.                        | Рік                          |
| Абсолютний максимум, °C                    | 33,3                         | 33,2                         | 33,0                         | 34,7                         | 36,0                         | 37,5                         | 35,0                         | 37,4                         | 38,3                         | 36,0                         | 35,6                         | 33,3                         | 38,3                         |
| Середній максимум, °C                      | 29,9                         | 30,1                         | 30,7                         | 31,4                         | 32,0                         | 32,1                         | 32,1                         | 32,7                         | 32,8                         | 32,1                         | 31,1                         | 30,3                         | 31,4                         |
| Середня температура, °C                    | 26,6                         | 26,7                         | 27,2                         | 27,8                         | 28,4                         | 28,6                         | 28,5                         | 28,9                         | 29,1                         | 28,6                         | 28,0                         | 27,2                         | 28,0                         |
| Середній мінімум, °C                       | 24,4                         | 24,5                         | 24,9                         | 25,6                         | 26,3                         | 26,5                         | 26,1                         | 26,5                         | 26,6                         | 26,2                         | 25,6                         | 24,9                         | 25,7                         |
| Абсолютний мінімум, °C                     | 21,5                         | 20,6                         | 21,3                         | 22,0                         | 21,6                         | 22,4                         | 22,3                         | 21,3                         | 21,7                         | 21,9                         | 22,0                         | 21,6                         | 20,6                         |
| Середня кількість сонячних годин на місяць | 264,7                        | 249,6                        | 271,8                        | 249,4                        | 266,3                        | 266,7                        | 290,4                        | 302,5                        | 261,7                        | 247,8                        | 234,7                        | 247,1                        | 3152,7                       |
| Норма опадів, мм                           | 46.0                         | 28.8                         | 14.1                         | 19.4                         | 21.3                         | 22.4                         | 41.3                         | 39.7                         | 49.1                         | 102.0                        | 122.4                        | 95.5                         | 602.0                        |
| Днів з опадами                             | 8,5                          | 5,5                          | 2,5                          | 2,4                          | 2,2                          | 3,3                          | 6,3                          | 4,6                          | 4,7                          | 8,1                          | 10,9                         | 11,4                         | 70,4                         |
| Вологість повітря, %                       | 78.5                         | 78.2                         | 77.3                         | 78.2                         | 77.9                         | 77.5                         | 78.1                         | 77.8                         | 78.1                         | 79.6                         | 80.6                         | 79.5                         | 78.4                         |
| ------------------------------------------ | ---------------------------- | ---------------------------- | ---------------------------- | ---------------------------- | ---------------------------- | ---------------------------- | ---------------------------- | ---------------------------- | ---------------------------- | ---------------------------- | ---------------------------- | ---------------------------- | ---------------------------- |
| Джерело: Meteorological Department Curaçao |                              |                              |                              |                              |                              |                              |                              |                              |                              |                              |                              |                              |                              |